# Atriplex leuca
Atriplex leuca là loài thực vật có hoa thuộc họ Dền. Loài này được Phil. mô tả khoa học đầu tiên năm 1895.